# Ville Uotila
Ville Uotila (ur. 22 grudnia 1985) – fiński snowboardzista. Nie startował na mistrzostwach świata w snowboardzie ani na igrzyskach olimpijskich. Najlepsze wyniki w Pucharze Świata osiągnął w sezonie 2005/2006, kiedy to zajął 21 w klasyfikacji generalnej, a w klasyfikacji big air był drugi.

## Sukcesy

### Puchar Świata

#### Miejsca w klasyfikacji generalnej
- 2003/2004 - -
- 2004/2005 - -
- 2005/2006 - 21.
- 2006/2007 - 78.
- 2007/2008 - 104.
- 2008/2009 - 164.
- 2009/2010 - 163.

#### Miejsca na podium
1. Klagenfurt am Wörthersee – 7 stycznia 2006 (Big Air) - 2. miejsce
2. Mediolan – 4 lutego 2006 (Big Air) - 3. miejsce
3. Petersburg – 4 marca 2006 (Big Air) - 2. miejsce